# Biczogon marokański
Biczogon marokański (Uromastyx nigriventris) – gatunek gada łuskonośnego z rodziny agamowatych (Agamidae).

## Występowanie
Występuje w Maroku (na wschód i południe od łańcucha górskiego Atlas) i w zachodniej Algierii.

## Środowisko naturalne
Pustynie żwirowe, półpustynie pokryte gruzem skalnym, skaliste stepy. Żyje na suchych kamienistych terenach o bardzo niskiej wilgotności około 20%.

## Wygląd
Głowa zaokrąglona, szyja wyraźnie zwężona, tułów spłaszczony, ogon gruby, najeżony długimi, ostrymi rogowymi cierniami ułożonymi w regularne pierścienie (jest ich tam od 16 do 21). Ogon służy do obrony. Jest ubarwiony różnie, najczęściej z żółtawymi, zielonkawymi lub czerwonymi miejscami na szarej powierzchni ciała.